# Wire (band)

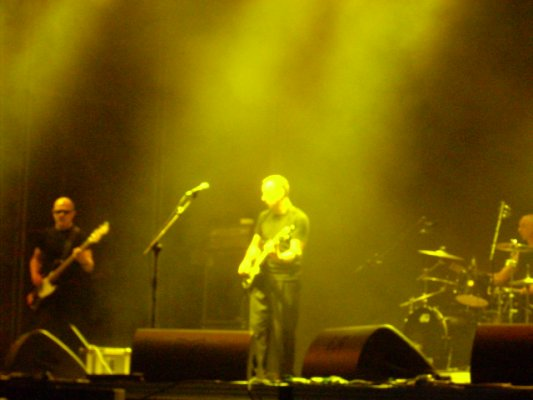
Wire tijdens een concert in 2008 in Turijn

Wire is een Britse postpunkgroep, die sinds 1976 met tussenpozen actief is geweest.

## Samenstelling
Colin Newman is de frontman van de formatie; de overige drie leden zijn Bruce Gilbert als gitarist, Robert Grey (alias Robert Gotobed) als drummer en Graham Lewis als bassist en medezanger. Gotobed ontsloeg zichzelf in 1990 omdat hij zich overbodig achtte toen de groep voor elektronica geopteerd had — daarop verkortte de band haar naam tot drie letters: Wir, evenwel zonder de uitspraak /waıə/ te wijzigen. Als Wir bracht ze één album uit. Na de terugkeer van Robert Grey werd de naamswijziging in 2000 ongedaan gemaakt.

## Punkrock
In oorsprong was Wire een punkrockgroep; hun eerste album Pink Flag, uit 1977, is een schoolvoorbeeld van minimalistische punk met bizarre, onregelmatige songstructuren en een groot aantal bijzonder korte nummers, soms van nauwelijks een halve minuut. Op dit album stond tevens het nummer 'Mannequin', dat een vroeg newwave-icoon werd. In 1978, met Chairs Missing, werd het minimalisme ietwat teruggedrongen; producer Mike Thorne zorgde voor innovatieve synthesizerconstructies, die het stemmige, evocatieve karakter van de groep gestalte gaven.

## Experimenteel
Vanaf het album 154 het daaropvolgende jaar werd de experimentaliteit ten volle duidelijk: enerzijds waren er ernstige, duistere nummers als 'A Touching Display' en 'The Other Window', en anderzijds aanstekelijke popdeuntjes zoals 'Map Ref. 41°N 93°W' en 'The 15th'. Deze tweespalt leidde echter tot verschillende stilistische richtingen, hetgeen men in het live-album Document and Eyewitness merkt, dat vol staat met experimenteel materiaal.

## Soloprojecten
Na 1981 viel Wire de facto uit elkaar; de bandleden verzorgden hun eigen projecten. Colin Newman ging solo, Gilbert en Lewis vormden Dome. In 1985 kwamen ze weer samen; hun werk uit de late jaren 80 en vroege jaren 90 neeg steeds sterker naar elektronische muziek, waardoor drummer Gotobed overbodig werd. Gedurende de jaren 90 werkten de afzonderlijke leden vooral verder aan hun eigen projecten; het enige album van de driekoppige Wir-formatie, The First Letter uit 1991, ontving gemengde reacties, zodat ze zich bovenal met andere muziekgroepjes gingen bezighouden. Het was pas in 1999 dat de aandacht van de leden weer naar het herenigde Wire ging. In hun nieuwe stijl, met hoekige gitaarpartijen en snelle drums, brachten ze twee ep's en het album Send uit.

## Invloed
Wire wordt door vele latere rockgroepen, alsook bands uit de britpop, als een belangrijke inspiratie geciteerd. Niettegenstaande het bescheiden aantal platen dat ze daadwerkelijk verkochten, is hun reputatie aanzienlijk; ze zijn in dat opzicht met The Velvet Underground vergelijkbaar. Niet zozeer om hun commerciële succes als wel om hun artistiek pionierschap zijn ze vermaard. In september 2008 gaf de band een optreden op het Incubate festival (toen nog ZXZW geheten) in Tilburg.

## Discografie

### Albums
- 1977 Pink Flag
- 1978 Chairs Missing
- 1979 154
- 1981 Document and Eyewitness: Electric Ballroom (live)
- 1987 The Ideal Copy
- 1988 A Bell Is a Cup...Until It Is Struck
- 1989 It's Beginning to and Back Again (live)
- 1990 Manscape
- 1991 Drill
- 1991 The First Letter (als Wir)
- 2003 Send
- 2004 Wire on the Box: 1979 (cd+dvd, live)
- 2005 The Scottish Play: 2004 (cd+dvd, live)
- 2008 Object 47
- 2010 Red Barked Tree
- 2013 Change Becomes Us
- 2015 Wire
- 2016 Nocturnal Koreans
- 2017 Silver/Lead